# Eriosema
Eriosema és un gènere de plantes amb flors dins la família de les fabàcies. Conté unes 278 espècies descrites de les quals 157 acceptades.

## Algunes espècies
- Eriosema rufum (espècie tipus)
- Eriosema acuminatum
- Eriosema adamaouense
- Eriosema adamii
- Eriosema adulterinum
- Eriosema adumbratum
- Eriosema affinis
- Eriosema pliocenica